# Nils Bille
Nils Vilhelm Bille, född den 24 juli 1869 i Tjällmo församling, Östergötlands län, död den 6 juli 1922 i Motala församling, var en svensk sjömilitär.
Bille blev underlöjtnant vid Vaxholms artillerikår 1890, löjtnant där 1896 och kapten vid Kustartilleriet 1901. Han var chef för Fårösunds kustposition och Fårösunds kustartilleridetachement 1904–1908. Bille befordrades till major 1908. Som sådan var han bataljonschef och befälhavare på Kungsholms fort. Bille blev riddare av Svärdsorden 1911. Han vilar på Motala griftegård.